# Но До Хи
Но До Хи (кор. 노도희, (англ. Noh Do Hee р. 13 декабря 1995 года в Ансане, провинция Кёнгидо) — южнокорейская шорт-трекистка, 2-кратная чемпионка мира. Окончила Корейский университет спорта со степенью бакалавр физического воспитания.

## Биография
Но До Хи начала кататься на коньках в возрасте 7-ми лет на ледовом катке Тап-дон в Сувоне, в начальной школе Тапдон. Сначала она занималась со своим старшим братом, но брат из-за травм оставил спорт. Когда училась в средней школе Пхёнчхана в 2011 году она впервые участвовала на чемпионате мира среди юниоров в Курмайоре и заняла 2-е место на 1000 м, а также в суперфинале и в общем зачёте стала 4-й.
Через 2 года на очередном юниорском |чемпионате мира в Варшаве Но До Хи выиграла абсолютное первенство, завоевав золотые медали на 1500 м и в эстафете, а также серебряную на 1000 м. В 2014 году стала второй раз абсолютной чемпионкой мира среди юниоров в Эрзуруме, где выиграла на дистанции 1500 м и в эстафете и взяла бронзу на 1000 м. В начале сезона 2014/15 годов получила травму спины и пропустила первые этапы Кубка мира в США и Канаде.
Хотя в отборочном турнире в 2014 году Но До Хи вошла в сборную с первого места, она не смогла проявить свои навыки из-за грыжи межпозвоночного диска на протяжении всего сезона. В 2015 году на первом своём  чемпионате мира в Москве она участвовала только в эстафете из-за травмы и завоевала золотую медаль с командой. Ещё через год на чемпионате мира в Сеуле повторила прошлогодний результат, повторно выиграв с командой в эстафете, а за месяц до чемпионата выиграла золото на этапе кубка мира в Дордрехте на дистанции 1000 м. В ноябре того же года на этапе кубка в Калгари выиграла эстафету.
В феврале 2017 года Но До Хи участвовала на зимней Универсиаде в Алма-Ате и осталась на 7-й позиции в общей классификации, а уже в конце месяца выиграла эстафету с партнёршами на зимних Азиатских играх в Саппоро. На отборе национальной сборной к Олимпиаде 2018 года она получила травму позвоночника, когда на дистанции 1500 м столкнулась с другой конькобежкой и не попала в сборную, пропустив Олимпийские игры в Пхёнчхане.
Только в 2019 году после травмы приняла участие на соревнованиях в кубке мира и в ноябре в Солт-Лейк-Сити выиграла командные бронзу и серебро в эстафете и смешанной эстафете, а через неделю в Монреале взяла две бронзы на 1500 м и в смешанной эстафете. В начале 2020 года из-за своего плохого физического состояния она не участвовал на 5-м и 6-м этапах кубка мира. А в марте из-за пандемии коронавируса все соревнования были отменены.